# Свята Філіппін
Свята Філіппін – це урочистості з приводу певної події (історичної чи релігійної), народної історії, культурної практики, особи, чесноти, продукту, природного явища.

## З історії свят
Свята Філіппін з давніх часів пов’язані з особливостями релігії цієї країни. Релігія Філіппін – це суміш язичництва, католицької віри й поглядів протестантів. Саме тому мешканці країни радісно відмічають і свято рису, і свято повітряних зміїв, беруть участь у всіляких релігійних містифікаціях і ходах, з повагою ставляться й до державних свят.

## Державні свята
Сьогодні на Філіппінах нараховується велика кількість свят. Вони різні за тематикою, за метою проведення, за кількістю учасників, за ходом святкування. Характерні ознаки всіх свят: урочистість, масовість, емоційність, різнобарвність.
Найбільшою повагою користуються державні свята.

### 1 січня - Новий рік
Філіппінці, як і більшість католиків, сприймають новорічну ніч як постскриптум до Різдва. Свято супроводжується світловими та звуковими ефектами: петардами, хлопавками, вогнепадами, висотними салют-снарядами. Вважається, що таке публічне видовище відлякує злих духів, не дає їм можливості очорнити земні справи в момент оновлення часу.

### День «Чорного Назарянина»
Щорічна релігійна процесія, яка відбувається у другий вівторок січня. По вулицях міста на карросі (карнавальний візок) провозять статую Христа, який страждає й тримає на плечах хрест. Його обличчя пошматоване. Статуя людського зросту виготовлена з камагонгу (темно-червоне дерево), привезена з Мексики ще в XVII столітті. З того часу статуя зберігається в церкві Святого Іоанна Хрестителя в районі Кіапо.
Саме від цієї церкви вже протягом двохсот років починається хода. Звідусюди приїжджають мешканці країни, щоб пройтися пішки босоніж за статуєю Христа. Вважається, що ця церемонія є прототипом історичної сцени слідування Назарянина на Голгофу. Більшість філіппінців намагається доторкнутися до святині, щоб їм передалася її чудодійна сила і прийдешній рік був вдалим.

### День революції EDSA
25 лютого –  події, що у 1986 році призвели до усунення від влади авторитарного президента Маркоса Фердинанда. 

### День мужності
9 квітня - День мужності. Відомий як «Батаанський марш смерті»  1942 року. Американсько-філіппінські війська, що потрапили в полон до японців, здійснили 140-кілометровий перехід півостровом Батаан на острів Лусон. Під час переходу загинуло близько 10 тисяч людей.

### Страсна п’ятниця
Страсна п’ятниця - п’ятниця напередодні Пасхи (березень-квітень). Філіппінці - релігійні люди, тому тиждень перед Пасхою, наповнений театралізованими  виставами на теми Старого й Нового заповіту. Ці вистави можна побачити в церквах, у громадських парках або на міських площах.
У страсну п’ятницю в усіх кутках країни щорічно збираються добровольці, які повторюють долю Ісуса й, несучи на спині хрест, переживають його страждання.
Традиційно у страсну п’ятницю починається масова хода до Антіполо, столиці паломництва на Філіппінах, де зберігається образ Богородиці, один із найдавніших і найповажніших у країні.

### 12 червня - День Незалежності
Це свято проголошене на честь здобуття країною свободи від колоніального гніту Іспанії в 1898 році. Цій доленосній події передувала революція, по закінченню якої іспанці підписали угоду з лідером повстанців Еміліо Агінальдо з обіцянкою провести реформи щодо полегшення життя філіппінців, проте слів своїх не дотримали.
Агінальдо був змушений тікати в Китай. Під час іспано-американської війни 1898 року він повернувся на батьківщину та виступив на стороні американців, зібравши 20-тисячне військо. Ця допомога визначила перемогу США, незабаром Філіппіни стали республікою, а сам Агінальдо - її Президентом.
У 1898 році Іспанія і США не визнали незалежність Філіппін. Після укладення Паризького мирного договору, що завершив іспано-американську війну, Філіппіни були передані США за 20 мільйонів доларів «відступних». Тільки в 1946 році 4 липня Філіппіни отримали остаточну незалежність.
До 1962 року День незалежності на Філіппінах святкували 4 липня (разом зі США). Після 1962 року дата святкування Дня незалежності в цій країні закріпилася за 12 червня.

### День національних героїв
Остання неділя серпня — День національних героїв. Він присвячений усім людям, які зробили значний внесок у розвиток держави.
Дата свята пов’язана з початком Філіппінської революції, у наслідок якої країна була звільнена від іспанської колоніальної влади та стала незалежною республікою.
1955 рік – засновано Комітет національних героїв, який визначив список людей, внесок яких у становленні Філіппін як незалежної держави найвагоміший. Серед них: Хосе Рісаль, Андрес Боніфасіо, Еміліо Агінальдо, Аполінаріо Мабіні, Марсело Дель Пілар, Мухаммад Кударат, Мельхора Акіно, Габріела Сіланг.
У календарі знаменних дат Філіппін окремо визначені дні, пов’язані з іменами Хосе Рісаль, Андрес Боніфасіо.